# Dabaré
Dabaré är en ort i Burkina Faso.   Den ligger i regionen Centre, i den centrala delen av landet, 30 km norr om huvudstaden Ouagadougou. Dabaré ligger 295 meter över havet och antalet invånare är 1 184.
Terrängen runt Dabaré är mycket platt. Runt Dabaré är det ganska tätbefolkat, med 86 invånare per kvadratkilometer.. Det finns inga andra samhällen i närheten.
Trakten runt Dabaré består till största delen av jordbruksmark.